# Fotomultiplikator
Fotomultiplikator je vrlo osjetljivi detektor u području vidljivog, ultraljubičastog i bliskog infracrvenog zračenja. Električni signal koji nastaje na fotosjetljivom sloju pojačava se do 100 milijuna puta, što omogućava registriranje pojedinačnih fotona. Zahvaljujući svojim svojstvima još uvijek se koristi u fizici, astronomiji, medicini i filmskoj tehnici (telekino), iako je u nekim primjenama zamijenjen s poluvodičkim elementima kao što je lavinska fotodioda.

## Princip rada
Fotomultiplikator je elektronska cijev koja se sastoji od fotokatode, više dinoda i anode. Na fotokatodi se nalazi materijal niskog ionizacijskog potencijala iz kojeg elektromagnetsko zračenje koje pada na fotokatodu izbija elektrone. Nastali elektroni se usmjeravaju prema umnožaču elektrona koji radi na principu sekundarne emisije.
Umnožač se sastoji od više elektroda koje se zovu dinode, a priključene su na električni izvor tako da je svaka na većem pozitivnom naponu u odnosu na prethodnu. Elektroni se ubrzavaju u električnom polju i kad dođu do dinode imaju dovoljno energije da iz nje izbiju dodatne elektrone. Proces se nastavlja između sljedećih parova dinoda. Kad snop elektrona stigne do anode on sadrži veliki broj elektrona (više milijuna), pa se električni impuls koji naprave dolaskom na anodu može detektirati elektroničkim sklopom.